# スワニー郡 (フロリダ州)
スワニー郡（英: Suwannee County）は、アメリカ合衆国フロリダ州の北部に位置する郡である。2010年国勢調査での人口は41,551人であり、2000年の34,844人から19.1%増加した。郡庁所在地はライブオーク市（人口6,850人）であり、同郡で人口最大の都市でもある。2011年8月まではアルコール飲料の販売が禁止される「ドライ郡」（禁酒郡）だったが、現在は解禁されている。

## 歴史
スワニー郡は1858年に設立された。郡名は郡の北、西、および南境界の大半を形成するスワニー川から採られた。「スワニー」という言葉は、スペイン語の「サンフアン」（聖ジョン）あるいはチェロキー族インディアンの言葉で「サワニ」（谺の川）のどちらかが訛ったものとされている。

## 地理
アメリカ合衆国国勢調査局に拠れば、郡域全面積は691.90平方マイル (1,792.0 km2)であり、このうち陸地687.64平方マイル (1,781.0 km2)、水域は4.26平方マイル (11.0 km2)で水域率は0.62%である。

### 交通

#### 鉄道
郡内を通る鉄道が1本残っている。以前はシーボード・エア・ライン鉄道が所有し、アムトラックのサンセット・リミテッド号が運行されていた線を、現在はCSXトランスポーテーションが所有している。2005年にハリケーン・カトリーナの被害を受けた後、サンセット・リミテッド号の運行はニューオーリンズで止まっている。郡内の主要鉄道駅はユニオン駅であり、アトランティック・コーストライン鉄道とシーボード・エア・ライン鉄道が使っていたが、20世紀半ばからは使われていない。

#### 主要高規格道路
- 州間高速道路10号線、郡内を東西に通る幹線道、西のアラバマ州からフロリダ・パンハンドル地域を抜けてジャクソンビルに至る。郡内にはインターチェンジが3か所にある
- 州間高速道路75号線、南北に通る幹線道、郡東部のプーシェズコーナーと呼ばれる場所を通り、インターチェンジは1か所のみである
- アメリカ国道27号線
- アメリカ国道90号線
- アメリカ国道129号線
- フロリダ州道51号線
- フロリダ州道136号線
- フロリダ州道247号線

### 隣接する郡
- ハミルトン郡 - 北
- コロンビア郡 - 東
- ギルクリスト郡 - 南東
- ラファイエット郡 - 西
- マディソン郡 - 北西

## 人口動態
以下は2000年国勢調査による人口統計データである。
| 基礎データ - 人口: 34,844人 - 世帯数: 13,460 世帯 - 家族数: 9,691 家族 - 人口密度: 20人/km2（51人/mi2） - 住居数: 15,679軒 - 住居密度: 9軒/km2（23軒/mi2） 人種別人口構成 - 白人: 84.53% - アフリカン・アメリカン: 12.11% - ネイティブ・アメリカン: 0.39% - アジア人: 0.51% - 太平洋諸島系: 0.04% - その他の人種: 1.12% - 混血: 1.29% - ヒスパニック・ラテン系: 4.89% 年齢別人口構成 - 18歳未満: 24.0% - 18-24歳: 8.5% - 25-44歳: 25.1% - 45-64歳: 25.4% - 65歳以上: 16.9% - 年齢の中央値: 40歳 - 性比（女性100人あたり男性の人口） - 総人口: 95.4 - 18歳以上: 92.9 | 世帯と家族（対世帯数） - 18歳未満の子供がいる: 29.5% - 結婚・同居している夫婦: 56.5% - 未婚・離婚・死別女性が世帯主: 11.2% - 非家族世帯: 28.0% - 単身世帯: 23.3% - 65歳以上の老人1人暮らし: 11.0% - 平均構成人数 - 世帯: 2.54人 - 家族: 2.96人 収入と家計 - 収入の中央値 - 世帯: 29,963米ドル - 家族: 34,032米ドル - 性別 - 男性: 26,256米ドル - 女性: 21,136米ドル - 人口1人あたり収入: 14,678米ドル - 貧困線以下 - 対人口: 18.5% - 対家族数: 14.8% - 18歳未満: 21.9% - 65歳以上: 12.4% |

## 都市と町

### 法人化自治体
1. ライブオーク市 - 郡庁所在地
2. ブランフォード町

### 未編入の町
| - ビーチビル - ディッカート - ダウリングパーク - エラビル - ファルマス - フォートユニオン | - ヒルドレス - ヒューストン - ルラビル - マッカルピン - オブライエン - パッドロック | - プーシェズコーナー - リックスフォード - スレイド - スワニースプリングス - ウェルボーン |

### 政府関連
- Suwannee County Board of County Commissioners
- Suwannee County Supervisor of Elections
- Suwannee County Property Appraiser
- Suwannee County Sheriff's Office
- Suwannee County Tax Collector

### 特殊地区
- Suwannee County Schools
- Suwannee River Water Management District

### 司法関連
- Suwannee County Clerk of Courts
- Public Defender, 3rd Judicial Circuit of Florida serving Columbia, Dixie, Hamilton, Lafayette, Madison, Suwannee, and Taylor Counties
- Office of the State Attorney, 3rd Judicial Circuit of Florida
- Circuit and County Court for the 3rd Judicial Circuit of Florida

### 観光
- Suwannee County Chamber of Commerce
- Suwannee County Online

### 環境
- Suwannee River Watershed - Florida DEP

座標: 北緯30度11分 西経82度59分 / 北緯30.19度 西経82.99度